# Mikó (település)
Mikó (1899-ig Mikova, szlovákul: Miková) község Szlovákiában, az Eperjesi kerület Sztropkói járásában.

## Fekvése
Sztropkótól 20 km-re északkeletre, Mezőlaborctól 15 km-re északnyugatra fekszik.

## Története
1390-ben említik először.
A 18. század végén Vályi András így ír róla: „Orosz falu Zemplén Várm. földes Ura G. Keglevits Uraság, lakosai egyesűlt ó hitűek, fekszik é. Certicznához 1, d. Sztropko Polyenához 1/2 órányira, határja két nyomásbéli, zabot középszerűen terem, földgye hegyes, kősziklás, és agyagos, szőlejek nints, erdeje kevés, tsekély vagyonnyaikat Sztropkón árúllyák el.”
Fényes Elek 1851-ben kiadott geográfiai szótárában így ír a faluról: „Mikova, orosz falu, Zemplén vmegyében, Sztropkó fil., 8 rom., 421 g. kath., 19 zsidó lak., görög anyaszentegyházzal, 737 hold szántófölddel. F. u. gr. Barkóczy. Ut. p. Komarnyik.”
Borovszky Samu monográfiasorozatának Zemplén vármegyét tárgyaló része szerint: „Mikó, azelőtt Mikova, Sáros vármegye határán fekvő tót kisközség 71 házzal s 427 gör. kath. vallású lakossal. Postája Havaj, távírója és vasúti állomása Mezőlaborcz. Hajdan Mikova-Polena néven is nevezték. A sztropkói uradalom tartozéka volt, míg az újabb korban a gróf Keglevichéké lett. Most nagyobb birtokosa nincsen. A XVII. századbeli pestis ezt a községet sem kerülte el. Görög katholikus temploma 1760-ban épült.”
1920-ig Zemplén vármegye Mezőlaborci járásához tartozott.

## Népessége
| Év:            | 1994. | 2004.   | 2014.   | 2024.   |
| -------------- | ----- | ------- | ------- | ------- |
| Emberek száma: | 175   | 158     | 148     | 136     |
| Eltérés:       |       | -9,71 % | -6,32 % | -8,10 % |

| Év:            | 2023. | 2024.   |
| -------------- | ----- | ------- |
| Emberek száma: | 133   | 136     |
| Eltérés:       |       | +2,25 % |

1910-ben 410, túlnyomórészt ruszin lakosa volt.
2001-ben 173 lakosából 66 ruszin, 52 szlovák és 48 cigány volt.
2011-ben 157 lakosából 63 ruszin és 55 szlovák.

## Nevezetességei
- Mihály arkangyal tiszteletére szentelt görögkatolikus temploma 1760-ban épült.

## Híres emberek
- Innen származik Andy Warhol amerikai filmrendező, producer és festőművész családja. Szülei – a ruszin nemzetiségű Andrej Warhol és Julija Zavacka – innen vándoroltak ki az Egyesült Államokba.